# Paul Eddie Pfisterer

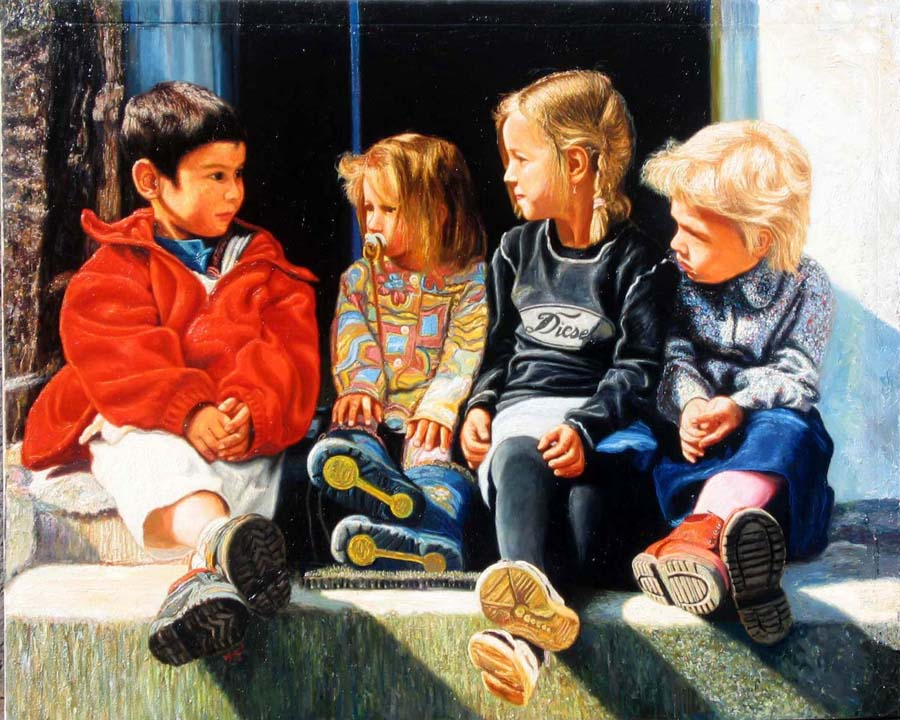
The children at the doorstep, 2002

Paul Eddie Pfisterer (* 17. Juni 1951 in Waldenburg) ist ein deutscher bildender Künstler, Autor und Musiker.

## Leben
Paul Eddie Pfisterer wurde als Sohn des Malers Otto Pfisterer geboren. Er wurde als technischer Zeichner ausgebildet, arbeitete aber anschließend als Musiker in diversen Rockgruppen.
Von 1974 an bildete er sich als Zeichner, Kunstmaler und Radierer bei verschiedenen Künstlern aus.
Ab 1971 hielt er sich über längere Zeiträume in mehreren europäischen und außereuropäischen Ländern auf und zog auch in Deutschland mehrmals um. Aufenthalte am Vogelsberg dokumentierte er anschließend in einer Graphik-Serie. Seinen Lebensunterhalt verdiente er dabei als Maler, Radierer und Musiker. 1980 eröffnete er eine eigene Galerie in Steinau
Ende 2017 erwarben seine Frau Girle und er das Schloss Schmölz und haben dort ein Atelier.

## Werk
Pfisterer arbeitet in Öl, Mischtechnik, Aquarell, Radierung, Holzschnitt, er stellt Plastiken und Wandmalereien her. Auf dem Gebiet der Radierung entwickelte er eigene Techniken, wie Kaltstichel, Magnetradierung, Punz und Flextechnik. Er führte Arbeiten für den Öffentlichen Raum großer Firmen, Banken, Hotels und Flughäfen aus, gestaltete Kalender und illustrierte Bücher.
Pfisterer gilt als ein Meister im Kopieren alter Meister. Im Zusammenhang mit dem Herstellen von Kunstkopien und Repliken entwickelte er eine Maltechnik, die in ihrer Wirkung auf den Betrachter im ersten Blick wie Malerei von Altmeistern wirkt. Dadurch sei es ihm möglich geworden, als Demonstration die Mona Lisa so zu malen, „als ob Leonardo da Vinci sie soeben  gemalt hätte“, farbfrisch und mit allen Techniken , dem Sfumato sowie der Weichheit der Darstellung , die für Leonardo typisch ist. Diese Maltechnik eröffnete ihm neue Perspektiven. Nach seiner Vorstellung erlaubt sie die Lösung der Sichtweise visionärer Wirklichkeit, 3D-Effekte  sowie perfekte Farbharmonie, völlig an die Farbharmonie der Natur angenähert. Diese Maltechnik sei ebenso eine indirekte Malweise, wie sie von den alten Meistern praktiziert worden sei. 

## Ehrungen und Auszeichnungen
- 1999 vom Gouverneur der Region South Cotabato Hon. Hilario „Larry“ de Pedro III zum Ehrenmitglied der Vereinigung für Kunst und Kultur ernannt.
- 1. Preis für Graphik der Schutzgemeinschaft Deutscher Wald.

## Werke (Auswahl)
- 4 großformatige Porträts der Saudi-arabischen Könige, als Vorlage für Posters gemalt, ca. 45 Abzüge davon in Saudi-Arabien in Ämtern, Flughäfen, Finanzämtern etc. Präsentiert. Öl/Lwd, 1981.
- Familienbild des Grafen zu Solms-Laubach Öl/Lwd 2004, Sammlung Schloss Laubach.
- Großstadt, Museum Sammlung Würth in Künzelsau, Öl/Presspappe 1993.
- Die 3 Kühe, Privatbesitz, Öl/Lwd 1998.
- Blick über Giessen, Galerie Rätzel Giessen, Öl/Lwd 1993.
- Munderkingen Öl/Malplatte 2001,
- Kinder auf einer Treppe Öl auf Leinwand, 2007.
- Das Picknick, Sparkasse Giessen, Öl/Lwd 1991/92.
- Faschingstreiben in Herbstein, Fastnacht-Statt-Museum Herbstein, Öl/Lwd 1995.
- Landwirtsfamilie Busse aus Betzenrod Öl/Holz 2003
- Beleuchteter Weg im Vogelsberg, übergroßes Gemälde, Im Besitz Museum Pfisterer Schotten. Gemalt 2014
- Auf einem Waldweg, Museum Sammlung Würth in Künzelsau, Öl/Lwd 1997,
- Wetterbuche bei Götzen/Vogelsberg, Museum Sammlung Würth in Künzelsau, Öl/Lwd 1996.
- Waldweg bei Elpenrod, Galerie Posthof Grünberg, Öl/Lwd 1998.
- Allee im Vogelsberg, Besitz der Stadt Bad Homburg, Öl/Lwd um 1981.

## Buchillustrationen
- Was ich sehe, erinnert. Herausgeber Paul E. Pfisterer, Aranka Verlag 1980.
- zwischen wirklich und endlich. Herausgeber Paul E. Pfisterer, Aranka Verlag 1980.
- Sagen und Schwänke in Lauterbach.
- Reise ins Märchenland (70 Zeichnungen).

## Schriften
- Paul Pfisterer (Hrsg.) Internationales Verzeichnis der Monogramme bildender Künstler des 19. und 20. Jahrhunderts. International List of Monograms in the Visual Arts of the 19th and 20th Centuries. Berlin: de Gruyter ISBN 978-3-11-014300-3
- Paul Pfisterer, Claire Pfisterer: Signaturenlexikon. Dictionary of Signatures. Berlin: de Gruyter 1999. ISBN 3-11-014937-0